# IC 1492
IC 1492 — галактика типу S0-a (спіральна галактика) у сузір'ї Риби.
Цей об'єкт міститься в оригінальній редакції індексного каталогу.